# Carina Bartsch
Carina Bartsch (* 1985 in Erlangen) ist eine deutsche Schriftstellerin. 

## Leben
Carina Bartsch wurde 1985 in Erlangen geboren. Sie brach die Realschule, die Wirtschaftsschule und eine Lehre ab. Nach mehreren diversen kleinen Jobs schrieb sie mit Anfang zwanzig ihre erste Kurzgeschichte. Vier Jahre später erschien 2011 ihr erster Debütroman „Kirschroter Sommer“, der sie zur erfolgreichsten deutschen Liebesromanautorin im Netz machte. Dieser und der darauffolgende Band „Türkisgrüner Winter“ wurde zunächst im Selbstverlag (Schandtaten Verlag) veröffentlicht. Seit 2012 ist sie als erste Self-Publishing-Autorin bei Rowohlt unter Vertrag. Ihre Romane „Kirschroter Sommer“ und „Türkisgrüner Winter“ standen als E-Book monatelang weit vorne auf der Bestsellerliste von Amazon.

## Bibliographie (Auswahl)
- Kirschroter Sommer. Rowohlt, Reinbek bei Hamburg 2013, Taschenbuch, ISBN 978-3-499-22784-4.
- Türkisgrüner Winter. Rowohlt, Reinbek bei Hamburg 2013, Taschenbuch, ISBN 978-3-499-22791-2.
- Dreimal Liebe. Schandtaten Verlag, Poxdorf 2013, ePUB, ISBN 978-3-944647-03-6.
- Nachtblumen.  Rowohlt, Reinbek bei Hamburg 2017, Taschenbuch, ISBN 978-3-499-29108-1.
- Sonnengelber Frühling.  Rowohlt, Hamburg 2020, Taschenbuch, ISBN 978-3-499-00551-0.
- Niemannswelt – Als ich mich verlor, habe ich dich gefunden.  Schandtaten Verlag, 2024, ISBN 978-3-9894290-6-2
- Niemannswelt – Du, ich und das Universum dazwischen.  Schandtaten Verlag, 2025, ISBN 978-3-9894290-7-9